# Sisyphus fasciculatus
Sisyphus fasciculatus är en skalbaggsart som beskrevs av Karl Henrik Boheman 1857. Sisyphus fasciculatus ingår i släktet Sisyphus och familjen bladhorningar. Inga underarter finns listade i Catalogue of Life.